# El Chombo
El Chombo, pseudonimo di Rodney Sebastian Clark Donalds (Città di Panama, 27 novembre 1969), è un musicista e produttore discografico panamense.

## Biografia
Nato a Panama City nel 1969, El Chombo iniziò le sue prime esperienze musicali durante gli anni 1980 e iniziò la sua carriera durante il decennio seguente. L'alias El Chombo è la contrazione di "El Chambonota" ("persona con la pelle scura"), un nomignolo che gli veniva dato quando era bambino. A El Chombo viene attribuita la diffusione del reggaeton durante i primi anni di vita del genere. Dopo aver prodotto Papi chulo... (te traigo el mmmm...) (2003) di Lorna, traccia che contribuì a popolarizzare il reggaeton durante la seconda fase della stilistica, l'artista scalò per la prima volte le classifiche con Chacarron (2006), che divenne un fenomeno di Internet. Molti anni dopo uscì Dame tu cosita (2018), che divenne anch'esso un meme virtuale.

## Discografia parziale

### Album in studio
- 1995 – Spanish Oil 1
- 1996 – Spanish Oil 2
- 1996 – Cuentos de la Cripta
- 1997 – Spanish Oil 3
- 1997 – Cuentos de la Cripta 2
- 1998 – Spanish Oil 4
- 1999 – Spanish Oil 5
- 1999 – Spanish Oil Plus
- 1999 – Cuentos de la Cripta 3
- 2000 – La Mafia 1
- 2000 – La Banda
- 2001 – La Mafia 2
- 2001 – Cuentos de la Cripta Remixes
- 2003 – Cuentos de la Cripta 4
- 2004 – Cuentos de la Cripta Platinum

### Singoli
- 1998 – El gato volador
- 2006 – Chacarron
- 2018 – Dame tu cosita